# Mark Gordon
Mark Gordon (Newport News, 10 ottobre 1956) è un produttore cinematografico statunitense.
Ha lavorato a numerosi progetti come produttore e produttore esecutivo in Speed, 10.000 A.C., The Jackal, The To Do List, The Details, Salvate il soldato Ryan e Steve Jobs.

## Filmografia

### Produttore

#### Cinema
- Swing Kids - Giovani ribelli (Swing Kids), regia di Thomas Carter (1993)
- Il verdetto della paura (Trial by Jury), regia di Heywood Gould (1994)
- Speed, regia di Jan de Bont (1994)
- Nome in codice: Broken Arrow (Broken Arrow), regia di John Woo (1996)
- Salvate il soldato Ryan (Saving Private Ryan), regia di Steven Spielberg (1998)
- Paulie - Il pappagallo che parlava troppo (Paulie), regia di John Roberts (1998)
- Pioggia infernale (Hard Rain), regia di Mikael Salomon (1998)
- Il patriota (The Patriot), regia di Roland Emmerich (2000)
- The Day After Tomorrow - L'alba del giorno dopo (The Day After Tomorrow), regia di Roland Emmerich (2004)
- Hostage, regia di Florent Emilio Siri (2005)
- Casanova, regia di Lasse Hallström (2005)
- L'imbroglio - The Hoax (The Hoax), regia di Lasse Hallström (2006)
- Parla con me (Talk to Me), regia di Kasi Lemmons (2007)
- 10.000 AC (10,000 BC), regia di Roland Emmerich (2008)
- Oltre le regole - The Messenger (The Messenger), regia di Oren Moverman (2009)
- 12 Round (12 Rounds), regia di Renny Harlin (2009)
- 2012, regia di Roland Emmerich (2009)
- Source Code, regia di Duncan Jones (2011)
- The Details, regia di Jacob Aaron Estes (2011)
- The To Do List - L'estate prima del college (The To Do List), regia di Maggie Carey (2013)
- Steve Jobs, regia di Danny Boyle (2015)
- Trafficanti (War Dogs), regia di Todd Phillips (2016)
- Castello di sabbia (Sand Castle), regia di Fernando Coimbra (2017)
- Assassinio sull'Orient Express (Murder on the Orient Express), regia di Kenneth Branagh (2017)
- Molly's Game, regia di Aaron Sorkin (2017)
- Lo schiaccianoci e i quattro regni (The Nutcracker and the Four Realms), regia di Lasse Hallström e Joe Johnston (2018)
- Midway, regia di Roland Emmerich (2019)
- Come From Away, regia di Christopher Ashley (2021)
- La cena delle spie (All the Old Knives), regia di Janus Metz (2022)
- Assassinio a Venezia (A Haunting in Venice), regia di Kenneth Branagh (2023)

### Produttore esecutivo

#### Cinema
- Un uomo nel mirino (The Man Who Wouldn't Die), regia di Bill Condon (1994)
- The Jackal, regia di Michael Caton-Jones (1997)
- Speed 2 - Senza limiti (Speed 2: Cruise Control), regia di Jan de Bont (1997)
- Relic - L'evoluzione del terrore (Relic), regia di Peter Hyams (1997)
- Black Dog, regia di Kevin Hooks (1998)
- Soldi sporchi (A Simple Plan), regia di Sam Raimi (1998)
- È una pazzia (It's the Rage), regia di James D. Stern (1999)
- Virus, regia di John Bruno (1999)
- La leggenda degli uomini straordinari (The League of Extraordinary Gentlemen), regia di Stephen Norrington (2003)
- Laws of Attraction - Matrimonio in appello (Laws of Attraction), regia di Peter Howitt (2004)
- The Matador, regia di Richard Shepard (2005)
- Prime, regia di Ben Younger (2005)
- Il velo dipinto (The Painted Veil), regia di John Curran (2006)
- Assassinio sul Nilo (Death on the Nile), regia di Kenneth Branagh (2022)

#### Televisione
- Criminal Minds - serie TV, 227 episodi (2005-in corso)
- Grey's Anatomy - serie TV, 244 episodi (2005-in corso)
- Army Wives - Conflitti del cuore (Army Wives) - serie TV, 108 episodi (2007-2013)
- Reaper - In missione per il Diavolo (The Reaper) - serie TV, 31 episodi (2007-2009)
- Private Practice - serie TV, 111 episodi (2007-2013)
- Criminal Minds: Suspect Behavior - serie TV, 13 episodi (2011)
- Family Tools - serie TV, 2 episodi (2013)
- Ray Donovan - serie TV, 10 episodi (2013-in corso)
- Quantico - serie TV, 13 episodi (2015-2018)
- Designated Survivor – serie TV (2016 - in produzione)